# Isidre Reventós i Amiguet
Isidre Reventós i Amiguet (Barcelona, 24 de juny de 1849 - 3 de juliol de 1911) fou un poeta-publicista i mestre d'obres català.

## Biografia

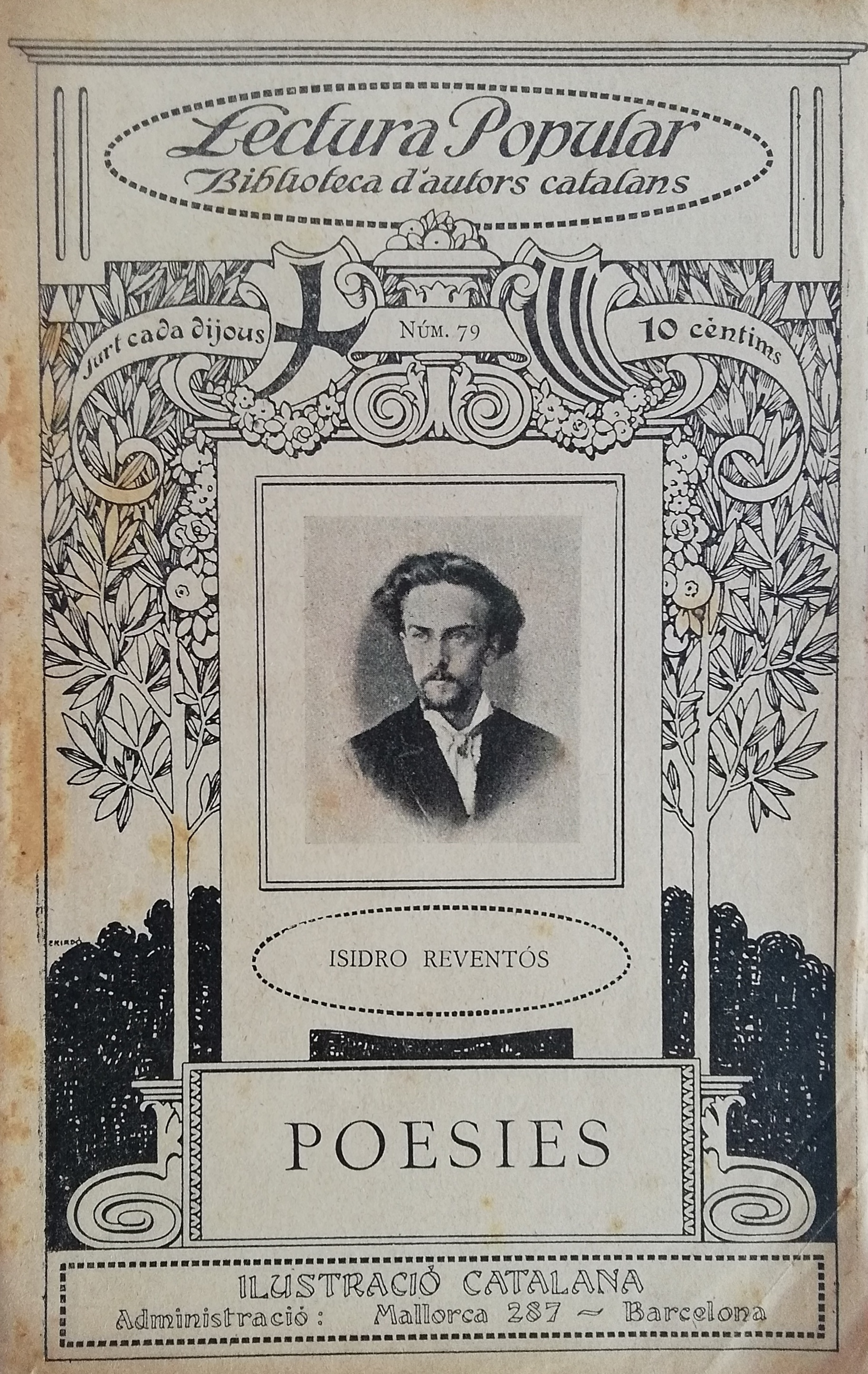
Poesies de Isidre Reventós publicades dins la col·lecció Lectura Popular Biblioteca d'autors catalans de la Il·lustració Catalana, cap a l'any 1914

Va néixer a Barcelona, fill de Ramon Reventós i Demestres, natural de Barcelona, i de Mercè Amiguet i Ventura, també de Barcelona. Dos anys més tard naixeria el seu germà Josep Reventós i Amiguet, que arribaria a ser un metge de renom.
Seguí la carrera de mestre d'obres, que exercí fins a la seva mort, i des de la seva joventut mostrà el seu entusiasme per la literatura catalana i pels ideals regionalistes, dels que en fou un ferm i incansable adalid des de les agrupacions La Jove Catalunya i altres similars. Col·laborà en les revistes Lo Gay Saber, La Gramalla, La Renaixensa i La Ilustració Catalana, i fou fundador de La Llar i La Família Cristiana, que el 1874 i 1875 aparegueren a Barcelona amb caràcter exclusivament literari.
Fou un dels tres presidents amb Manuel Pau Torres i Reyató, que liquidaren, al dissoldre’s aquesta, la Jove Catalunya. Era un verdader poeta líric, de tal rauxa i volada, que es pot afirmar que dintre del Parnàs català modern es va tardar força temps a trobar-li successor dintre de l'especialitat subjectiva manifestades en l'oda heroica, elegíaca o sagrada. El seu mestre i model fou sempre Píndar, les quals audàcies de concepte i pomposa entonació i elevada el captivaven, de tal forma, que arribà a imitar-les de molt a prop en diverses de les seves obres.
Entre aquestes s'ha de citar:
- Al segle xix;
A la rassa llatina;
Fantasia;
i L'ángel caygut,
- Flors i Plors

Tots els quals contenen fragments dignes de figurar en les millors antologies.
Des del 1873, en què es donà conèixer per la seva poesia La Jove Catalunya, fins al 1885, en què va emmudir definitivament la seva lira, assolí en els Jocs Florals de Barcelona les més altes recompenses, com l'Englatina d'Or. També fou premiat amb La Misteriosa (1876-78), en els Jocs Florals de la Joventut Catòlica de Barcelona (1880) i en els de Montpeller i l'Associació Literària de Girona.
Casat amb Concepció Bordoy i Tuyet va ser pare de Manuel Reventós i Bordoy i de Ramon Reventós i Bordoy. Isidre Reventós morí en la nit del 2 al 3 de juliol de 1911 al seu domicili del carrer Casp de Barcelona.

## Anàlisi
En les seves poesies amoroses és on millor si rebel·la el seu temperament poètic. En aquestes si mostra verdaderament apassionat, i com a tal, a vegades pot semblar quelcom exagerat, però mai afectat ni fals, ja que la seva emoció és sempre verdadera i intensa. Traduí, en col·laboració amb Francesc Matheu i Fornells, Los petons, de Johann Segundo, el poeta del Renaixement flamenc, en edició de bibliòfil, avui raríssima. Fou amb el mateix Matheu, l'iniciador de la publicació de El llibre de l'amor, compost de poesies amoroses de tots els poetes catalans, que s'imprimia i regalava a les senyores que concorrien a la vetllada que cada any se celebrava en el Saló del Consell de Cent de les Cases Consistorials de Barcelona, en honor dels poetes premiats el vigília dels Jocs Florals.
També exercí la crítica de teatres, publicant en La Renaixensa (1876-1878) molt encertats estudis vers la dramatúrgia catalana moderna, amb el pseudònim de Clarci y Franch. Fou mantenidor dels Jocs Florals el 1889 i 1911. La revista la Ilustració Catalana, de Barcelona, el 1912, publicà en un volum titulat Flors i Plors, les composicions poètiques de Reventós i Amiguet. Va escriure algunes composicions poètiques en llengua castellana, que solia signar amb el pseudònim J. Colomines y Ferrant. Destaquen en aquest gènere diversos cants amorosos, molts dels quals restaren inèdits.